# اندیس کوه معراجی
کوه معراجی یک اندیس غیرفلزی است که در حوالی شهر کبودان استان اصفهان قرار دارد و مادهٔ معدنی موجود در آن، منگنز است.  